# Life (musikgrupp)
Life var en svensk rockgrupp från Stockholm.
Life bildades 1970 av Anders Nordh  och Palle Sundlin, vilka tidigare bland annat spelat med Trolls och King George Discovery, och tillsammans med Thomas Rydberg från Rowing Gamblers bildade en trio. Bandets enda LP, Life,  spelades in i en engelsk och en svensk version. Producent var Anders Henriksson.  Alla tre medlemmarna deltog 1973 i projektet Resan. Rydberg blev därefter medlem i Nature, med Nordh och Sundlin medverkade i projektet Baltik. Nordh deltog också i projektet Bättre Lyss innan han tillsammans med Sundlin, Peter Lundblad, Tommy Andersson och Lasse Tennander bildade bandet Duga. Detta band bytte namn till Figaro efter att Tennander slutat 1974.